# Kshathra
Kshathra (”Kraften”) är en arketyp, gudomlighet eller ärkeängel inom zoroastrismen och förekommer i Zarathustras Sånger.
I Avesta, zoroastrismens samling av heliga texter är Khasthra en av de sju Amesha Spenta skapade av Ahura Mazda för att hjälpa honom frammana de goda och förgöra det onda.
Kshathra anses motsvara den indiske guden Indra och är kopplad till krigsfunktionen och det kosmiska elementet metall. Människan kan få tillgång till Kshathras kraft genom att följa Asha Vahishta och Vohu Manah.